# Bolesławiec (gmina, Basse-Silésie)
Pour les articles homonymes, voir Bolesławiec (homonymie).
Bolesławiec est une gmina rurale du powiat de Bolesławiec, Basse-Silésie, dans le sud-ouest de la Pologne. Son siège est la ville de Bolesławiec, bien qu'elle ne fasse pas partie du territoire de la gmina.
La gmina couvre une superficie de 288,93 km2 pour une population de 12 410 habitants.

## Géographie
La gmina inclut les villages de Bolesławice, Bożejowice, Brzeźnik, Chościszowice, Dąbrowa Bolesławiecka, Dobra, Golnice, Kozłów, Kraśnik Dolny, Kraśnik Górny, Kraszowice, Krępnica, Kruszyn, Łąka, Łaziska, Lipiany, Mierzwin, Nowa, Nowa Wieś, Nowe Jaroszowice, Ocice, Otok, Parkoszów, Rakowice, Stara Oleszna, Stare Jaroszowice, Suszki, Trzebień, Trzebień Mały et Żeliszów.
La gmina borde la ville de Bolesławiec et les gminy de Gromadka, Lwówek Śląski, Nowogrodziec, Osiecznica, Szprotawa et Warta Bolesławiecka.